# Stapelbädd

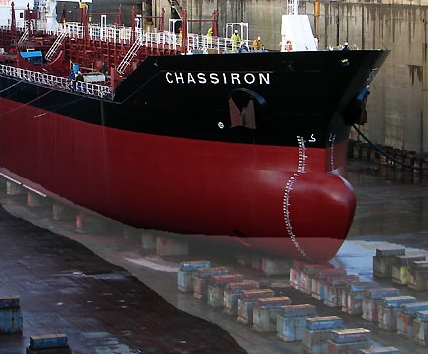
Stapelbädd i en torrdocka

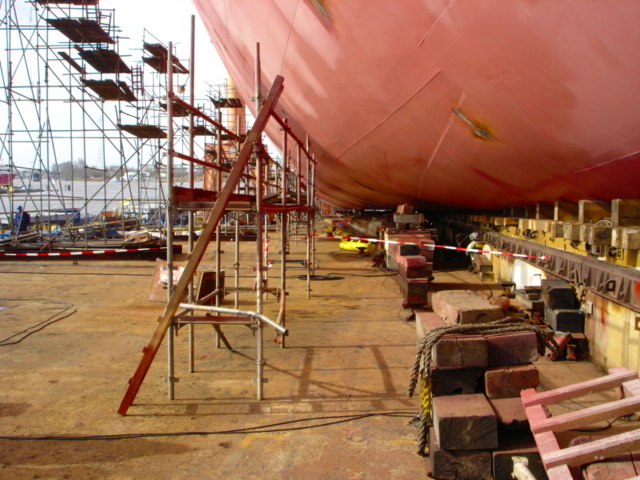
Stapelbädd för containerfartyget Frisia Brüssel i Nordseewerke i Emden

En stapelbädd (eller kort stapel) är en bädd av trä eller betong, som används för att bygga fartyg. Förr var stapelbäddar anordnade på stränder, lutande ner mot vattnet. Uttrycket att gå av stapeln, eller något ovanligare löpa av stapeln, är uttryck som används vid fartygets sjösättning och som i överförd bemärkelse betyder att ett evenemang ska inträffa. När fartyget fortfarande var under byggnation, sades det stå på stapeln. Fartyget bärs upp av en släde med glidytor i trä som ligger på stapelbäddens plankor. Släden var fäst i fartyget och följde med fartyget ut i sjön vid sjösättning, varefter den demonterades. Inför sjösättningen ströks fårtalg på glidytorna för att släden skulle kunna glida ner i sjön. Fartyg byggdes med aktern mot sjön.
Stapelbäddsparken i Malmö har fått sitt namn från stadens sista aktiva stapelbädd, Stapelbädd 7.